# El Molí de Vent (Talavera)
El Molí de Vent és un edifici de Talavera (Segarra) inclòs a l'Inventari del Patrimoni Arquitectònic de Catalunya.

## Descripció
Es tracta d'un conjunt de restes d'una antiga torre de guaita construïda com a element de defensa d'aquest territori de l'actual comarca de la Segarra, al llarg de la segona meitat del segle xi. Es tracta d'una torre de planta circular, construïda directament sobre la roca mare, amb pedra irregular i morter de calç. Actualment presenta dempeus un fragment dels murs, corresponent a part baixa de la seva primitiva estructura.

## Història
El castell de Talavera se'ns documenta per primera vegada l'any 1075 i estava situat dins el comtat d'Osona. La gent del poble de Talavera anomena aquesta torre de guaita amb el nom de molí de vent.